# Mező István
Mező István (Dunapataj, 1951. szeptember 26. –) magyar karikaturista, grafikus, tanár. 1994 és 1998 között országgyűlési képviselő.

## Életpályája
Dunapatajon született, 1951. szeptember 26-án. Miskolcon,  az 1. sz. Ipari Szakközépiskolában érettségizett és szerzett autószerelői képesítést. 1978-ban a nyíregyházi Bessenyei György Tanárképző Főiskolán végzett földrajz-rajz szakon. 1972-től a selyebi, 1979-től a homrogdi Móra Ferenc Általános Iskolában tanított, 1992-től az iskola igazgatója volt. 
Első karikatúráit sorkatonai szolgálata idején a honvédségnél készítette. Karikatúrái 1974-től folyamatosan jelentek meg hazai lapokban, rajzaival számos díjat nyert különböző karikatúrapályázaton. Szignója: Mi. Szikszón él, alkot.

„Szikszón építkeztünk, 1989 óta lakom a városban.
Első rajzaimat a miskolci Déli Hírlap közölte 1974-ben, s azóta mintegy ötven újságban, több mint tizenháromezer rajzom jelent meg…Sok hazai és külföldi kiállításon vettem részt, és tizennyolc pályázaton nyertem valamilyen díjat. Karikatúrista példaképem: Kaján Tibor. Tanári és igazgatási munkám mellett igyekeztem a sporttal és a zenével is megszerettetni tanítványaimat. Hobbym a hanglemezgyűjtés, kedvencem a Beatles és az Illés együttes. A 2006-ban alakult Miskolci Illés Klub elnöki tisztét is ellátom. Nős vagyok, két felnőtt fiam, és egy unokám van. Világéletemben pártonkívüli voltam, de baloldali érzelmeimből soha nem csináltam titkot. Valószínűleg ennek is köszönhető, hogy az 1994-es parlamenti választások alkalmával felkerültem a Magyar Szocialista Párt megyei listájára, s képviselő lettem. Ennek a négy évnek az emlékét őrzi a "Parlamenti fricskák" című karikatúra kötet.”

## Családja
Felesége: Porubjánszki Erzsébet. Gyermekei: István (1975), Levente (1982). Unokája: Mirella (2007)

## Publikációi
A lista nem teljes:
- Magyar Ifjúság
- Ifjúsági Magazin
- Pajtás
- Szabad Föld
- Ludas Matyi
- Hócipő
- Füles
- Néphadsereg
- Népsport
- Népszabadság
- Észak-Magyarország
- Déli Hírlap
- Pesti Vicc
- Kacagó viccújság
- Színes Hírnök
- Mai Nap

## Önálló kötetei
- Parlamenti fricskák  (1998)
- Hajrá Magyarok!  (2000)
- Ezek a fiatalok  (2002)
- Század vigyázz!  (2004)
- Állati dolgok  (2006)
- Kérem a következőt!  (2008)
- Bizarr avagy, őrült ötletek (2009)
- Útközben (2010)
- Zene nélkül mit érek én? (2011)
- Selyebtől a Parlamentig  (2012)
- 18 éven felülieknek! (2013)
- Mennyei rajzok (2015)
- Ötkarikás derű (2016)
- A téma az utcán hever (2017)
- Gyorstalpaló lexikon (2018)
- Nagy az Isten állatkertje (2019)
- A múzsa csókja (2020)
- Hetvenkedem (2021)
- BEAT - POP - ROCK (2022)
- KÉPZŐBŰVÉSZET (2023)
- 125 NŐ (2024)
- 125 FÉRFI (2025)

## Kiállításai
Csoportos kiállításai:
- Budapest, Székesfehérvár, Szeged, Kecskemét, Miskolc, Nyíregyháza stb.

Önálló kiállításai:
- Miskolc, Szikszó, Budapest, Tokaj, Kazincbarcika, Ózd, Kecskemét, Eger stb.

## Díjai
- Politikai karikatúrapályázat – III. díj (Kecskemét, 1973)
- Egészségügyi karikatúrapályázat – II. díj (Miskolc, 1973)
- Politikai karikatúrapályázat – II. díj (Budapest, 1977)
- Politikai karikatúrapályázat – I. díj (Kecskemét, 1979)
- Politikai karikatúrapályázat – II. díj (Kecskemét, 1980)
- Katonai karikatúrapályázat – I. díj (Budapest, 1981)
- Politikai karikatúrapályázat – III. díj (Budapest, 1981)
- Karikatúrapályázat – II. díj (Szeged, 1982)
- Karikatúrapályázat – II. díj (Kecskemét, 1984)
- Politikai karikatúrapályázat – I. díj (Kecskemét, 1985)
- Sport karikatúrapályázat – I. díj (Budapest, 1987)
- Politikai karikatúrapályázat – III. díj (Kecskemét, 1988)
- Kereskedelmi karikatúrapályázat – I. díj (Miskolc, 1990)
- Politikai viccpályázat – I. díj (Eger, 1993.)
- Politikai karikatúrapályázat – I. díj (Miskolc, 1994)
- Katonai karikatúrapályázat – II. díj (Székesfehérvár, 1996)
- Karikatúrapályázat – Különdíj (Budapest, 2003)
- Pedagógiai karikatúrapályázat – I. díj (Celldömölk, 2008)
- Alkotó pedagógus rajzpályázat - 1. díj (Budapest, 2019)